# Ostrov (powiat Chrudim)
Ostrov – gmina w Czechach, w powiecie Chrudim, w kraju pardubickim. Według danych z dnia 1 stycznia 2014 liczyła 218 mieszkańców.